# Sturla (torrente)
Lo Sturla è un breve torrente della Liguria lungo 10 km, interamente compreso nel territorio comunale di Genova, da non confondere con l'omonimo corso d'acqua sempre ligure che scorre nella zona del chiavarese (vedi Sturla).

## Percorso
Nasce dalle rocche di Bavari, attraversa San Desiderio e sfocia nel Mar Ligure presso il quartiere di Sturla, al quale dà il nome.

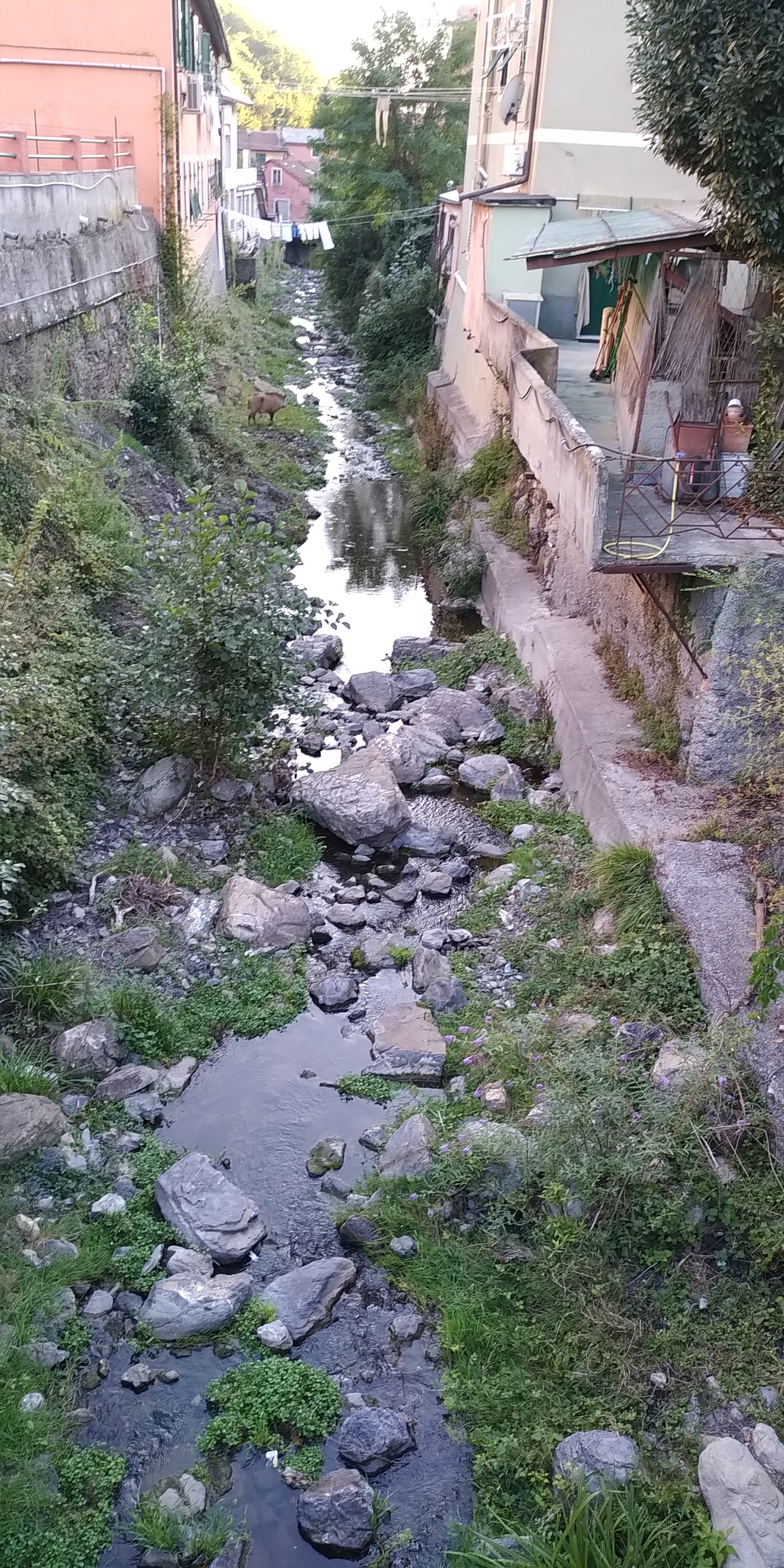
torrente Sturla nell'attraversamento di San Desiderio

I suoi affluenti principali sono il Rio Pomà, il Rio Canè, il Rio Penego ed altri ruscelli minori.

## Ambiente
La parte terminale del torrente, situata nei pressi di un depuratore, a causa della pesantissima cementificazione e urbanizzazione, è stata più volte teatro di devastanti alluvioni, come nel 1970 e nel 1992. 
Nelle aree a monte del torrente è presente invece una buona varietà di fauna e un'ancora discreta naturalità.

## Regime
Grazie all'apporto dei suoi affluenti lo Sturla è raramente in secca. È estremamente soggetto però a violente piene in caso di forti precipitazioni.